# لويس الثاني (ملك فرنسا)
لويس الثاني، عرف أيضًا باسم لويس المتلعثم، (1 نوفمبر 846 – 10 أبريل 879) ملك أقطانية ولاحقًا ملك مملكة الفرنجة الغربية، كان لويس أكبر أبناء الإمبراطور شارل الأصلع والملكة إرمنتروده. كان لويس الثاني ضعيفًا من الناحية الجسدية وعمّر أطول من والده لعام ونصف.
خلف لويس الثاني شقيقه الأصغر كارل الطفل كحاكم لأقطانية في عام 866 ووالده في مملكة الفرنجة الغربية في عام 877، إلا أنه لم يتوج إمبراطورًا قط.
توج لويس ملكًا في 8 من شهر أكتوبر من عام 877 من قبل هينكمار، أسقف الراين، في كومبيين وتوج ملكًا للمرة الثانية في شهر أغسطس من عام 878 من قبل البابا يوحنا الثامن في تروا في الوقت الذي كان فيه البابا يحضر اجتماعًا هناك، ومن المحتمل أن البابا قد عرض عليه التاج الإمبراطوري إلا أنه رفضه، لم يترك لويس سوى أثرًا ضعيفًا نسبيًا في السياسة، ووصف بأنه «رجل لطيف وبسيط، محب للسلام والعدل والدين»، في عام 878 منح كارل كونتيات برشلونة وجرندة وبيسالو لصالح ويلفريد المشعر، كانت آخر أعماله الزحف ضد الفايكينغ الغزاة، إلا أن المرض حل به وتوفي في 9 من شهر أبريل من عام 879، بعد فترة قصيرة من بدء الحملة، عند وفاته قسمت ممالكه بين ابنيه كارلومان الثاني ولويس الثالث.

## الأسرة
في عام 856 خلال مفاوضات السلام بين والده وإريسبو دوق برطانية، عقد لويس خطوبته على ابنة إريسبو لم يُعرف اسمها، وليس معروفًا إذا ما كانت الابنة هذه ذاتها التي تزوجت لاحقًا غوريفانت، فسخ العقد في عام 857 بعد مقتل إريسبو.
تزوج لويس مرتين. وكان لدى زوجته الأولى أنسغارد ابنين: لويس (ولد في عام 863) وكارلومان (ولد في عام 866)، وقد أصبح كلاهما ملكًا لمملكة الفرنجة الغربية، وثلاث بنات: هيلديغارد (ولدت عام 864) وجيزيلا (865 - 884) وإرمنتروده (874 - 914).
وكان لدى كارل طفل ولد بعد وفاته شارل الشجاع، من زوجته الثانية، أديليد الباريسية والذي سيصبح بعد فترة طويلة من وفاة شقيقيه الذين يكبرانه في السن ملكًا مملكة الفرنجة الغربية.
أنجب كارل من زوجته الأولى، أنسغارد البورغونية:
- لويس الثالث ملك فرنسا[5]
- كارلومان الثاني ملك فرنسا.
- الأميرة هيلديغارد (ولدت عام 864).
- الأميرة جيزيلا (865 - 884)؛ تزوجت من روبير الأول كونت تروا، ليس لديهم أبناء.
- الأميرة إرمنتروده (874 – 914)؛ هي جدة سيغفريد اللوكسمبورغي.

وأنجب من زوجته الثانية، أديليد الباريسية:
- شارل الثالث ملك فرنسا.